# 苗瓦迪鎮區
苗瓦迪鎮區為緬甸克倫邦苗瓦迪縣下轄的一個鎮區，位於克倫邦東部。該鎮區為苗瓦迪縣唯一的鎮區。西南接賈因色基縣賈因色基鎮區；西鄰高加力縣高加力鎮區；北臨帕安縣萊貝鎮區；東鄰泰國。2014年人口210,540人，區域面積3,140.5平方公里。該鎮區轄下43個村莊。苗瓦迪為該鎮區首府。

## 外部連結
- "Myawadi Google Satellite Map" （页面存档备份，存于） Maplandia World Gazetteer